# Goito
Goito est une commune de la province de Mantoue, dans la région Lombardie, en Italie.

## Géographie
Goito est située à une vingtaine de kilomètres  au nord-ouest de la ville de Mantoue.
Le territoire de la commune de Goito est inclus, depuis 1984, dans le Parc naturel régional du Mincio.

## Histoire
Goito doit son nom aux envahisseurs Goths qui au Ve siècle en avaient fait une place forte de forme rectangulaire (Castrum Godii).
Édifiée sur la rive droite du Mincio, la cité occupe de ce fait une position stratégique, sur un point de passage pour traverser la rivière.
La ville a été fortifiée à plusieurs reprises durant son histoire.
En 1739 le peintre Mantouan Giuseppe Bazzani réalisa pour l'église paroissiale, sa première œuvre identifiée avec certitude La Remise des clefs à saint Pierre.
C'est là que les armées du Piémont lors de la lutte pour l'indépendance de l'Italie, remportèrent coup sur coup contre les Autrichiens deux batailles en 1848, le 8 avril et le 30 mai (cette dernière étant connue sous le nom de bataille de Goito).

## Administration
| Période                                  | Période     | Identité         | Étiquette    | Qualité |
| ---------------------------------------- | ----------- | ---------------- | ------------ | ------- |
| 28 mai 2002                              | 29 mai 2007 | Pietro Marcazzan |              |         |
| 29 mai 2007                              | En cours    | Anita Marchetti  | Lista Civica |         |
| Les données manquantes sont à compléter. |             |                  |              |         |

### Hameaux
Cadiciotto, Calliera, Cerlongo, Maglio, Massimbona, Maioli, Marsiletti, Sacca, San Lorenzo, Solarolo, Torre, Vasto

### Communes limitrophes
Cavriana, Ceresara, Guidizzolo, Marmirolo, Porto Mantovano, Rodigo, Volta Mantovana

### Évolution démographique
Habitants recensés

## Jumelage
- Baienfurt (Allemagne) depuis 2006